# 植民地・インド博覧会

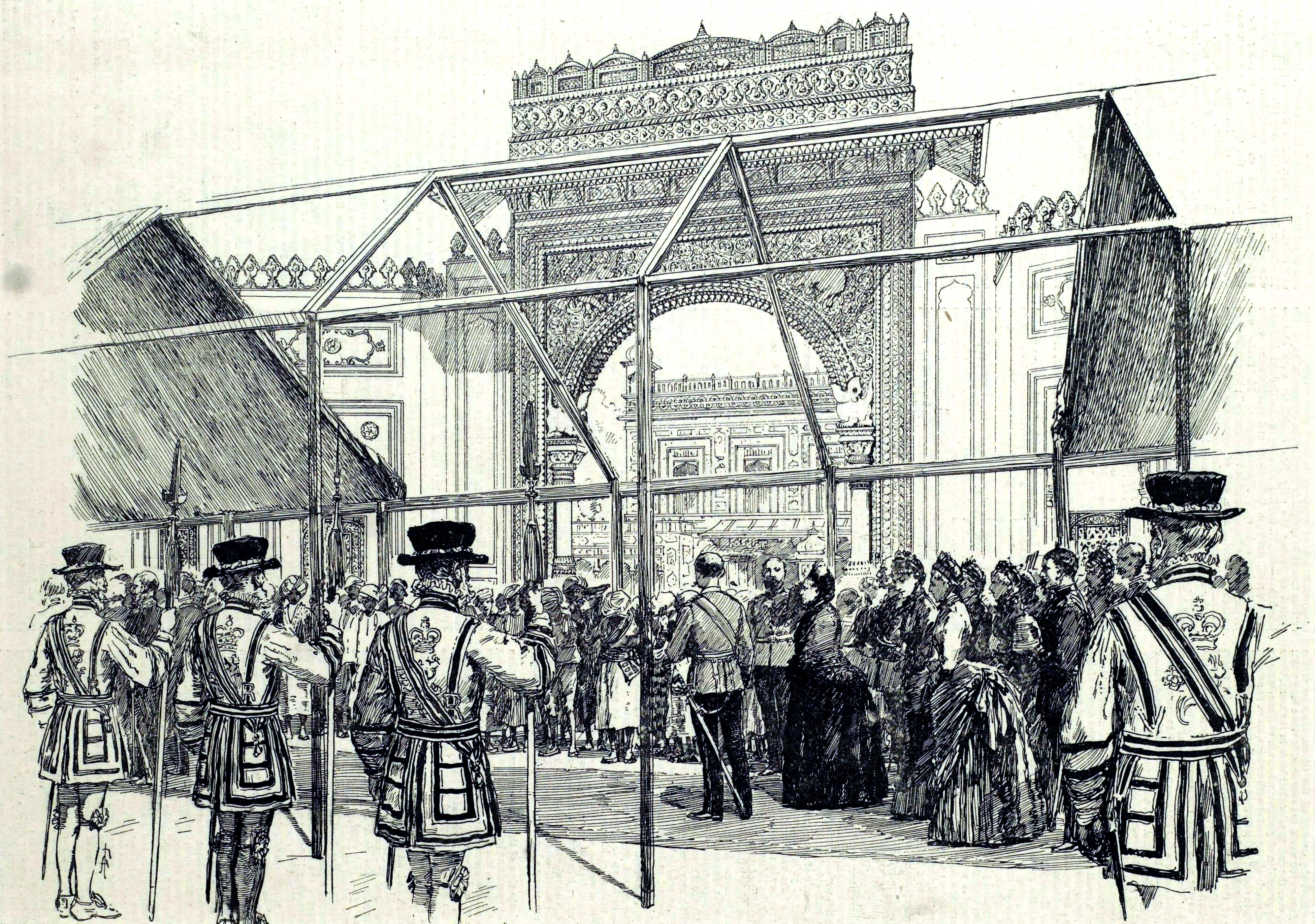
「植民地・インド博覧会を開会する女王陛下：インド宮殿の正面入口を進まれる」、イラストレイテド・ロンドン・ニュース、1886年5月。

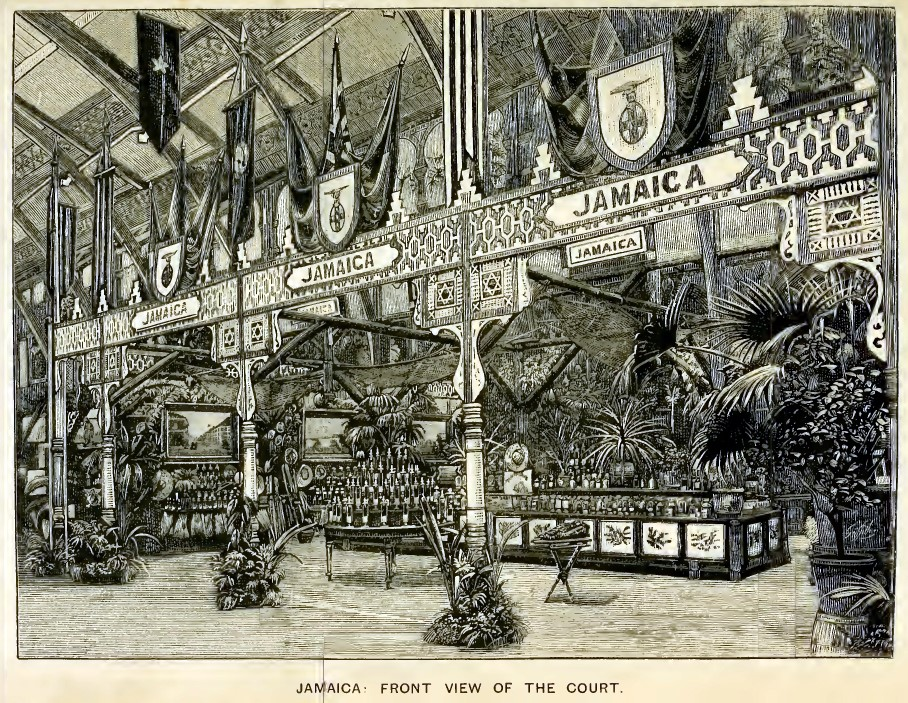
展覧会におけるジャマイカの展示。

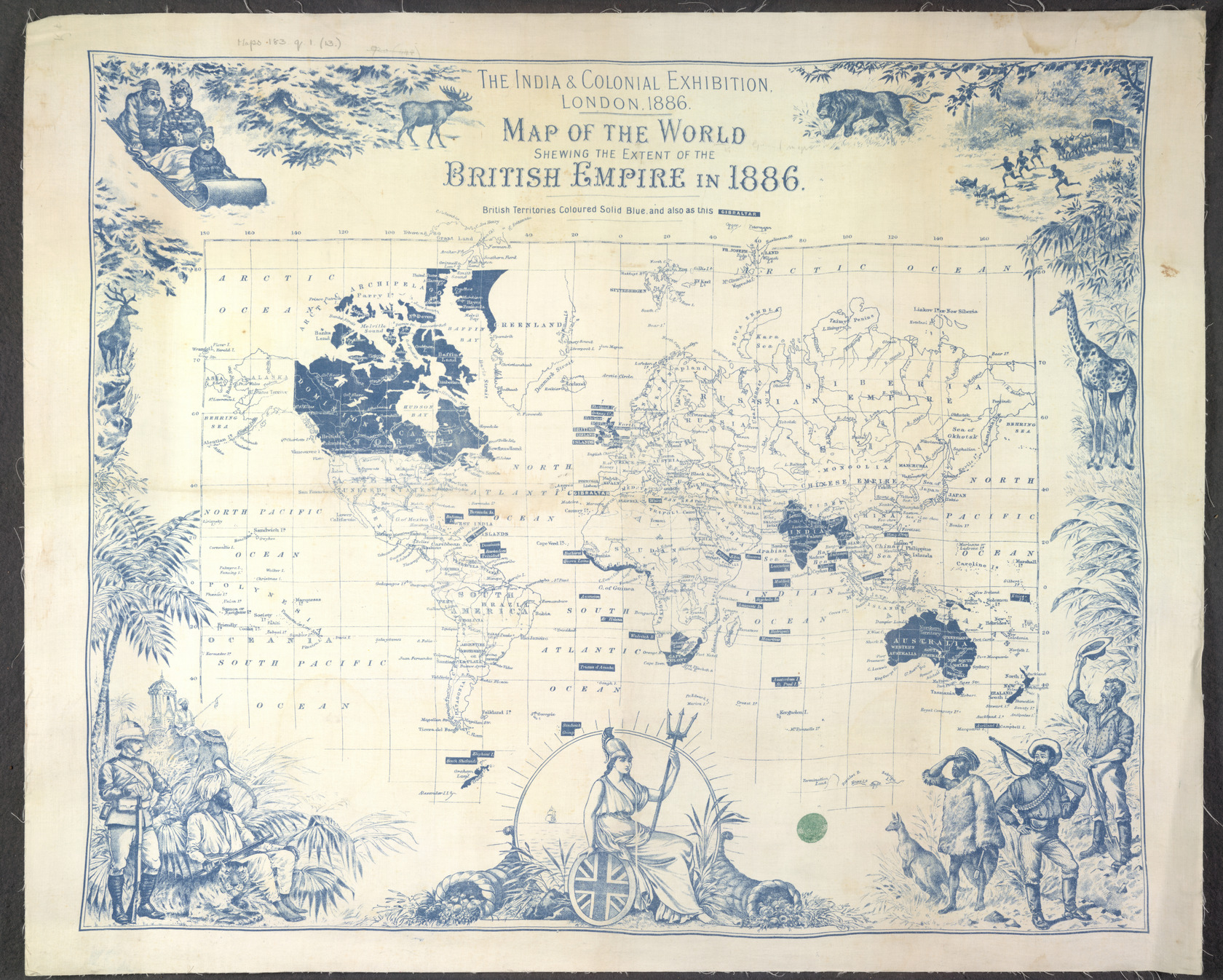
会場で販売された、イギリス帝国 の版図を示す亜麻布の地図。

植民地・インド博覧会（しょくみんちインドはくらんかい、英語: Colonial and Indian Exhibition）は、1886年5月4日から11月10日にかけて、ロンドンのサウス・ケンジントンで、豊富な展示物を用い、「商業を活発にし、女王陛下の帝国内の全ての地域の絆を強めること」を目的に開催された博覧会。この博覧会は、ヴィクトリア女王によって開会され、会期中に550万人の入場者があった。

## 展示
博覧会には、イギリス領インド帝国、自治領カナダ、ニューサウスウェールズ植民地、ビクトリア植民地、南オーストラリア植民地、クイーンズランド植民地、西オーストラリア植民地、ニュージーランド自治領、フィジー、ケープ植民地、ナタール植民地、セントヘレナおよびアセンション諸島、セイロン、モーリシャス、海峡植民地、香港、ギアナ、西インド諸島、トリニダード、イギリス領ウィンドワード諸島、グレナダ、セントビンセント、トバゴ、セントルシア、バハマ、英領ホンジュラス、西アフリカ定住地、ゴールド・コースト、ラゴス植民地、マルタ、キプロス、フォークランド諸島が出展した。
展示物の中には、ニュージーランドから運ばれたマオリの墓、ラゴス植民地からの儀式に用いる剣、海峡植民地からのバッタ叩きなどがあったが、西インド・ギャラリーに展示されたバハマ諸島の風景を描いたアルバート・ビアスタットの油彩『After A Norther』は、エドワード皇太子に絶賛された。
インドの美術品は、藩王国ごとに、別々の場所に配置されていた。ラージプーターナーの入口は、当時のジャイプル藩王国のマハーラージャが造らせた大きなジャイプルの門となっていた。グワーリヤル藩王国の門は、1883年のカルカッタ国際博覧会に展示されたものをヴィクトリア&アルバート博物館が借り受けて設置されていた。
アーグラの監獄から連れてこられたという数十人のインド人たちが、生きた展示物となり、イギリス帝国が長期的に取り組む「犯罪カーストの更生」の一部として職業訓練を与えられた職人として紹介された。
自治領カナダは、農産物や工業製品を多数出展し、果物などの農産物のほか、農機具や楽器が注目され、以降のイギリスにおける市場拡大につながった。

## その後
多数の入場者を集めたこの博覧会は、終了までに3万5千ポンドほどの収益を上げ、これを基にインペリアル・インスティテュート（Inperial Institute、後のコモンウェルス・インスティテュート）が設立されることとなり、博覧会への出品の一部を常設展示する形で1893年5月に開館した。
この博覧会のために建設されたジャイプル門は、1926年にホヴ博物館に寄贈され、その庭園に移設された後、2004年に解体修復の上で再建され、2006年に再公開された。